# Introducing the Beau Brummels
| Recensione    | Giudizio |
| ------------- | -------- |
| AllMusic      | [ 1 ]    |
| 24.000 dischi | [ 2 ]    |

Introducing the Beau Brummels è il primo album della rock band statunitense dei The Beau Brummels, pubblicato dalla Autumn Records nell'aprile del 1965.
L'album raggiunse la posizione numero ventiquattro della chart statunitense The Billboard 200, mentre i brani contenuti nell'album e pubblicati come singoli, ovvero Just a Little e Laugh, Laugh, si piazzarono rispettivamente al #8 ed al #15 della chart Billboard Hot 100.

## Tracce
Lato A
Brani composti da Ron Elliott, tranne dove indicato
1. Laugh Laugh – 2:48
2. Still in Love with You Baby – 2:30
3. Just a Little – 2:10 (Ron Elliott, Robert Durand)
4. Just Wait and See – 2:16
5. Oh Lonesome Me – 2:20 (Don Gibson)
6. Ain't That Loving You Baby – 2:12 (Deadric Malone)

Lato B
Brani composti da Ron Elliott
1. Stick Like Glue – 1:57
2. They'll Make You Cry – 3:03
3. That's, If You Want Me To – 2:34
4. I Want More Loving – 2:20
5. I Would Be Happy – 2:35
6. Not Too Long Ago – 3:05

Edizione CD del 1998, pubblicato dalla Repertoire Records REP 4697-WY
Brani composti da Ron Elliott, tranne dove indicato
1. Laugh Laugh – 2:51
2. Still in Love with You Baby – 2:30
3. Just a Little – 2:21 (Ron Elliott, Robert Durand)
4. Just Wait and See – 2:20
5. Oh Lonesome Me – 2:20 (Don Gibson)
6. Ain't That Loving You Baby – 2:21 (Deadric Malone)
7. Stick Like Glue – 1:57
8. They'll Make You Cry – 3:03
9. That's, If You Want Me To – 2:33
10. I Want More Loving – 2:20
11. I Would Be Happy – 2:37
12. Not Too Long Ago – 3:04
13. Good Time Music – 3:02 (John Sebastian) – Bonus Track - Lato A del singolo della Autumn Records - 24 del 1965
14. Gentle Wanderin' Ways – 2:42 – Bonus Track - Dall'album Vol. 44 della Vault Records, SLP-121, del 1968
15. Fine with Me – 2:14 (Ron Elliott, Robert Durand) – Bonus Track - Dall'album Vol. 44 della Vault Records, SLP-121, del 1968
16. Just a Little – 2:22 (Ron Elliott, Robert Durand) – Bonus Track - Inedito versione demo del 1964
17. It's so Nice – 1:45 (Sal Valentino) – Bonus Track - Demo del 1965
18. How Many Times – 2:04 – Bonus Track - Demo delle sessioni dell'aprile 1965
19. She's My Girl – 2:25 (Declan Dec Mulligan) – Bonus Track - Demo della sessione della Coast Recorders del 1965
20. News – 1:52 (Sal Valentino) – Bonus Track - Demo registrato nel 1965
21. I'll Tell You – 2:42 – Bonus Track - Outtake dell'album Vol. 2 delle sessioni del 1965
22. No Lonelier Man – 1:58 – Bonus Track - Demo registrato nel 1965
23. She Loves Me – 3:08 (Declan Dec Mulligan) – Bonus Track - Demo registrato nel 1965
24. Tomorrow Is Another Day – 2:43 – Bonus Track - Demo registrato nel 1965

## Musicisti
- Sal Valentino - voce solista
- Ron Elliott - chitarra solista, arrangiamenti
- Declan Mulligan - chitarra, voce
- Ron Meagher - basso
- John Petersen - batteria

Note aggiuntive
- Sylvester Sly Stone Stewart - produttore[8]
- A Cougar Production
- Dick Gilfeather - fotografie
- Fred Rubik - design copertina album[9]